# Lennart Daléus

Lennart Daléus auf einem Plakat für die Reichstagswahl 1998

Lennart Daléus (* 25. Juni 1946 in Stockholm) ist ein schwedischer Politiker.

## Biografie
Daléus begann sein politisches Engagement in der Umweltbewegung und gehörte 1971 zu den Mitbegründern von Friends of the Earth in Schweden. Daneben war er auch einer der maßgeblichen Gegner der Atomindustrie Schwedens.
1980 wurde er Mitglied der Centerpartiet und als deren Vertreter bei den Wahlen vom 15. September 1991 erstmals zum Mitglied des Reichstages gewählt. Während dieser Zeit war er unter anderem von 1994 bis 1998 Vorsitzender des Ausschusses für Landwirtschaft sowie Vorsitzender der Ökozyklischen Regierungsdelegation zur Ausarbeitung eines ökozyklischen Konzepts für Schweden.
Im Juni 1998 wurde er als Nachfolger von Olof Johansson zum Vorsitzenden der Centerpartiet gewählt und war damit deren Spitzenkandidat bei der Reichstagswahl 1998. Bei dieser Wahl verlor die Centerpartiet jedoch 2,52 Prozentpunkte und neun ihrer zuvor 27 Mandate. Im Januar 2001 trat er als Parteivorsitzender zurück und wurde durch Maud Olofsson abgelöst. Von 2002 bis August 2008 war Daléus Generalsekretär von Greenpeace in Schweden.